# Minamoto no Yoritomo

Minamoto no Yoritomo

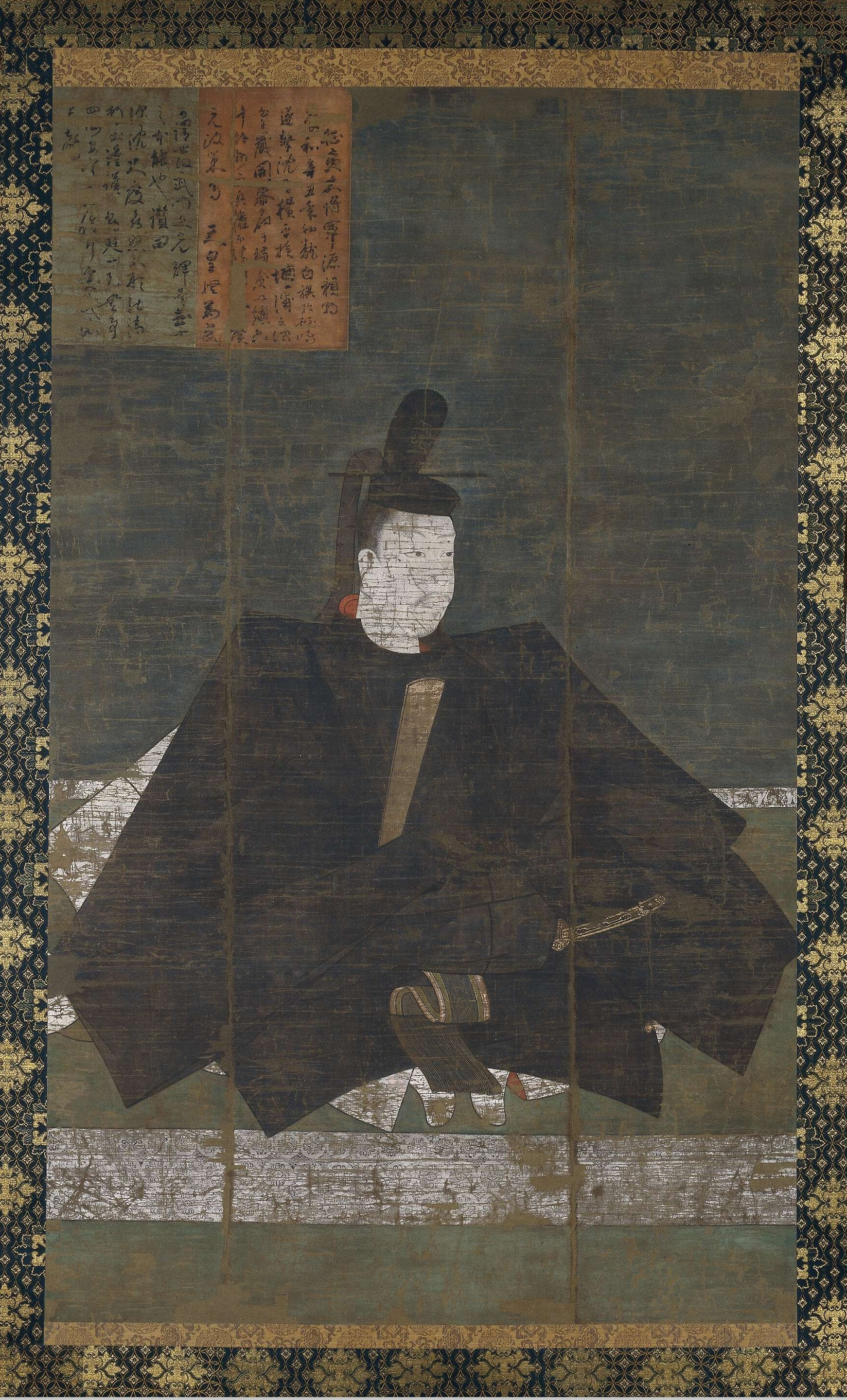
Pintura en pergamino de Minamoto no Yoritomo, finales del

Minamoto no Yoritomo (9 de mayo de 1147-9 de febrero de 1199, Kamakura) fue el fundador del shogunato Kamakura o bakufu.
La tradición dice que nació en Atsuta-ku, Nagoya, en la Provincia de Owari. Miembro del clan guerrero Minamoto, Yoritomo fue desterrado en su juventud a consecuencia de las revueltas de su padre en contra de la reinante familia Taira. En el exilio Yoritomo encontró respaldo para su causa en Hōjō Tokimasa y en 1185 derrotó a los Taira.
En 1192 el emperador enclaustrado le concedió el título de shōgun, lo cual lo convirtió en la suprema autoridad de todas las fuerzas militares del país. Yoritomo implantó a sus propios gobernadores (shugo) y representantes (jitō) por todo Japón, a consecuencia de esto se creó una infraestructura gubernamental en competencia con la corte imperial, superándola gradualmente.
Yoritomo fue de este modo capaz de gobernar sin derrocar realmente al emperador y quedó como un patrón a seguir por futuros shogunatos.